# Гоголины
Гоголины — деревня в Боровичском муниципальном районе Новгородской области, относится к Травковскому сельскому поселению. Постоянное население деревни на 1 января 2011 года — 6 человек, хозяйств — 4.
Деревня расположена на Валдайской возвышенности, на высоте 133 м над уровнем моря, к северо-западу от Травково.

## История
В списке населённых мест Новгородской губернии за 1911 год деревня Гоголины указана как относящаяся к Шегринской волости Боровичского уезда.
По постановлению ВЦИК от 3 апреля 1924 года Шегринская волость была присоединена к Боровичской волости. Население деревни по переписи населения 1926 года — 115 человек. До 31 июля 1927 года деревня в составе Боровичской волости Боровичского уезда Новгородской губернии, а затем с 1 августа в составе Козловского сельсовета, с центром в деревне Козлово, новообразованного Боровичского района Боровичского округа Ленинградской области. Население деревни в 1940 году — 127 человек. Указом Президиума Верховного Совета СССР от 5 июля 1944 года была образована Новгородская область и Боровичский район вошёл в её состав.
В июне 1954 году Козловский сельсовет был присоединён к Денесинскому сельсовету с центром в деревне Денесино; 9 апреля 1960 года к Денесинскому сельсовету был присоединён Сутоко-Рядокский и Хоромский сельсоветы, центр сельсовета был перенесён в Травково, а в связи с перенесением центра сельсовета Денесинский сельсовет был переименован в Травковский.
Во время неудавшейся всесоюзной реформы по делению на сельские и промышленные районы и парторганизации, в соответствии с решениями ноябрьского (1962 года) пленума ЦК КПСС «о перестройке партийного руководства народным хозяйством» с 10 декабря 1962 года и сельсовет и деревня вошла в крупный Боровичский сельский район, а 1 февраля 1963 года административный Боровичский район был упразднён, но пленум ЦК КПСС, состоявшийся 16 ноября 1964 года, восстановил прежний принцип партийного руководства народным хозяйством, после чего Указом Верховного Совета РСФСР от 12 января 1965 года сельские районы были преобразованы вновь в административные районы и решением Новгородского облисполкома от 12 января 1965 года и Травковский сельсовет и деревня вновь в Боровичском районе.
После прекращения деятельности Травковского сельского Совета в начале 1990-х стала действовать Администрация Травковского сельсовета, которая была упразднена с 1 января 2006 года на основании постановления Администрации города Боровичи и Боровичского района от 18 октября 2005 года и деревня Гоголины, по результатам муниципальной реформы входит в состав муниципального образования — Травковское сельское поселение Боровичского муниципального района (местное самоуправление), по административно-территориальному устройству подчинена администрации Травковского сельского поселения Боровичского района.

## Население
| 2010 |
| ---- |
| 2    |